# الخليع (أكلة)
الخليع هو أكلة تقليدية مغربية تحضر للاحتفال بعيد يناير أو أيام عيد الأضحى عن طريق تجفيف اللحم بالملح وبأشعة الشمس عدة أيام حتى يجف ثم يخلط مع مكونات الشحم المبشور وزيت الزيتون ويطهى حتى يختفي الشحم ويبقى اللحم فقط ويحتفظ به في قارورات من زجاج لمدة شهر أو أكثر، ثم يضاف الخليع إلى عدة أطباق تقليدية أو يأكل على حاله أو مع البيض.

## طريقة التحضير
يجب أولا تقطيع اللحم على شكل قطع صغير بشكل طويل وإضافة الملح والثوم والكزبرة المجفف بعد التجاني يترك في حرارة السمش حتى يصبح مجفف، بعد ذلك يوضع في الماء ثم تقطيع إلى قطع صغيرة ووضعه في إناء مع زيت الزيتون و الشحم ويطبخ حوالي ٣ ساعات.